# 항문 성교

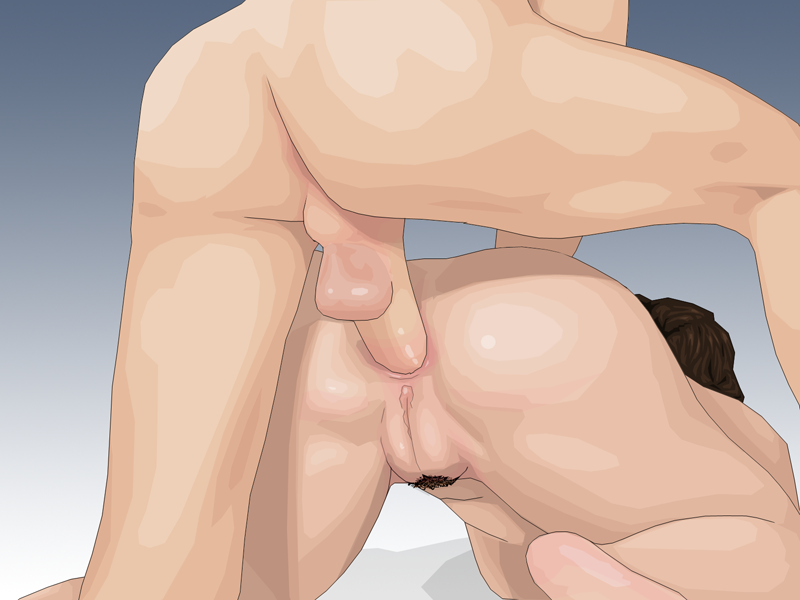

항문 성교(anal sex, anal intercourse)는 성교의 한 형태이다. 일반적으로 성적 쾌락을 위해 사람의 항문에 음경을 삽입하는 행위를 말한다. 손가락이나 항문에 삽입하는 성 도구 사용, 항문에 대한 구강성교, 페깅 등의 행위도 포함한다. 대개 "항문 성교(anal sex)"라는 용어는 음경을 항문에 삽입하는 행위를 뜻하는데, 음경을 항문에 삽입하는 행위만을 뜻할 때는 "anal intercourse"라는 말을, 항문 자위와는 달리 두 명 이상의 항문 성적 행위가 이루어질 때는 "anal sex"라는 말을 사용한다.
항문 성교는 흔히 이성애 관계에서 충분히 이루어지는 행위라는 것이 밝혀졌다. 항문 성교의 종류는 레즈비언 성행위의 일부가 될 수 있다. 대부분의 사람은 항문 성교를 통한 항문 신경종말 자극에서 쾌락을 얻을 수 있는데, 항문 삽입이 이루어짐으로써 남자는 전립샘, 여자는 음핵/G-스팟의 간접 자극으로 오르가즘을 경험할 수 있다. 하지만 경우에 따라서는 주로 심리적 요인이 작용해 항문 성교를 하면서 극심한 고통을 느낄 수도 있다.
모든 성 행위가 그렇듯이 성병에 감염될 위험성이 있다. 항문과 직장은 취약하기 때문에 항문 성교는 위험성이 큰 성 행위이다. 항문과 직장 조직은 질액이 분비되지 않아 상처가 나기 쉽다. 때문에 러브젤을 사용하지 않는다면 쉽게 상처가 날 수 있고, 항문에 상처가 난 상태에서 성병 감염자가 비감염자의 항문 안에 사정시 질병에 감염될 수 있다. 콘돔 등의 보호없이 성 행위를 하는 것은 가장 위험한 행동인데, 보건당국은 안전한 성교를 권고하고 있다. 물론 성병이 없는 사람끼리 관계시에는 러브젤과 콘돔을 사용하지 않더라도 없던 성병이 생기거나 하는 일은 전혀 없다. 성병에 감염될 확률이 더 높은 쪽은 삽입을 당하는 사람이 비교적 더 높은데, 이는 위에 서술되어 있듯 러브젤을 사용하지 않고 삽입시 항문에 상처가 나기 쉬우며, 항문에 상처가 난 상태에서 사정시 감염 확률이 높아지기 때문이다. 반대로 삽입을 하는 사람의 성병 감염률이 비교적 낮은 이유는 손톱 등 날카로운 것으로 성기를 긁거나 하는 게 아닌 이상 성기에 상처가 날 일은 잘 없으며, 만약 성기에 상처가 있다고 하더라도 항문에 상처가 나서 피가 나는 것을 제외하고는 항문에서 정액이나 질액 등이 나올 일이 없으므로 비교적 낮다고 볼 수 있다.

## 해부학적 구조 및 자극

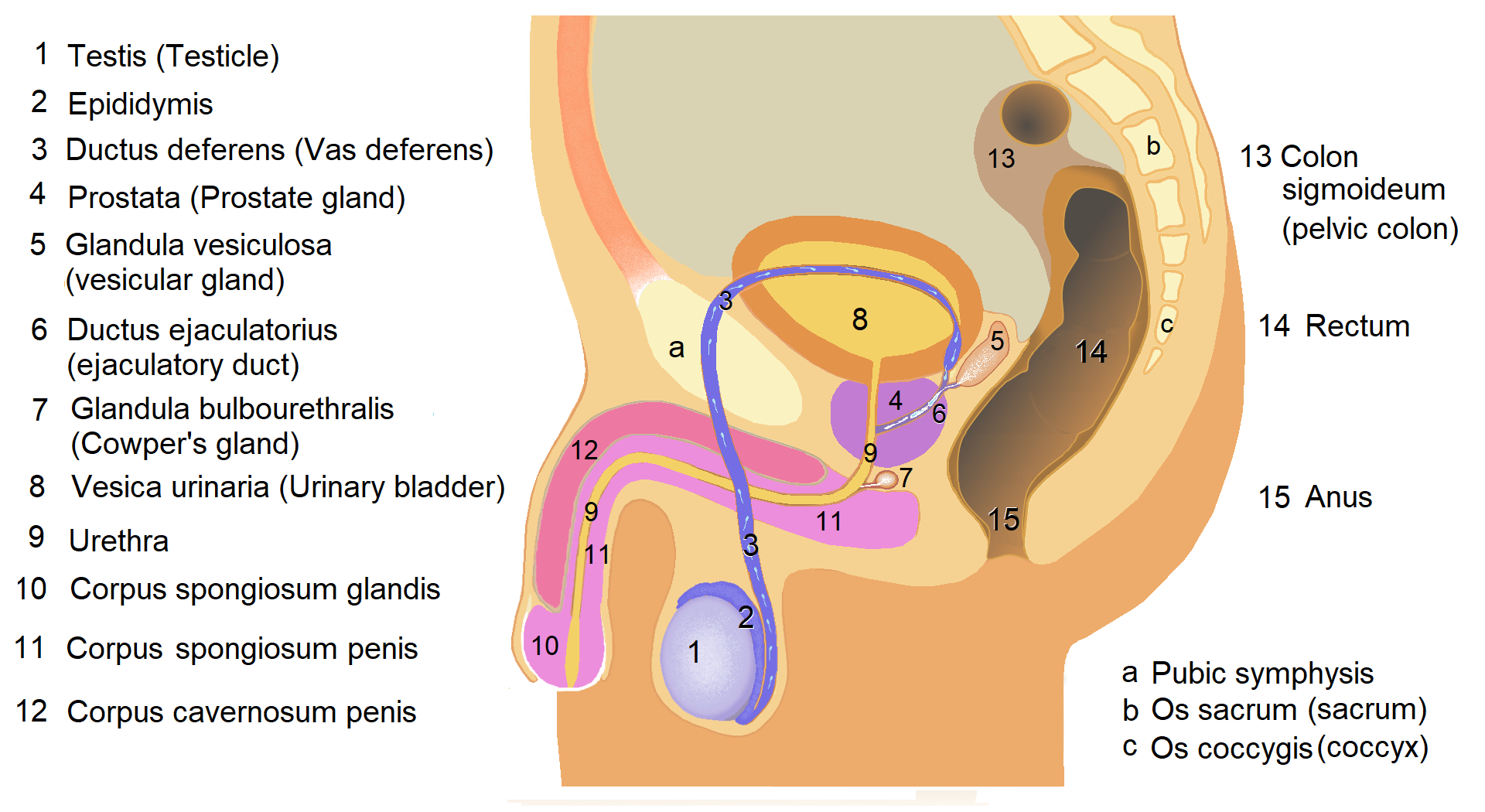
직장에 대한 전립선의 위치를 보여주는 남성 생식기 해부학

항문 근처와 직장에는 매우 많은 신경종말이 있는데, 항문 성교를 통해 남성과 여성은 쾌락을 얻을 수 있다. 항문은 열림과 닫힘을 조절하는 내부, 외부 괄약근 근육으로 이루어져 있다. 많은 신경으로 구성된 예민한 세포막으로 이루어진 이 근육은 항문 성교를 하면서 쾌락과 고통을 느끼게 해준다.
남성의 경우 항문 성교를 통해 전립선에 자극을 줄 수 있다. 성기 등으로 전립선을 문지르거나 두들기는 등의 행위를 통해 쾌락을 얻게 해준다. 전립선 자극은 더 깊은 오르가즘을 느낄 수 있게 해주며, 성기 자극을 통한 오르가즘보다 더 오랫동안 강렬하고 전신으로 퍼지는 듯한 쾌감을 얻을 수 있다고 보고되고 있다. 전립선은 직장 바로 옆에 위치해있으며, 여성의 G-스팟이라 불리는 상동 기관인 스킨선 보다 더 크고 발전되어있다. 하지만 물론 이는 성적 경험마다 다를 수 있다. 항문 성교를 받는 모든 남성이 오르가즘에 도달하는 것은 아니다.

## 남성에서 여성으로

### 행동 및 견해

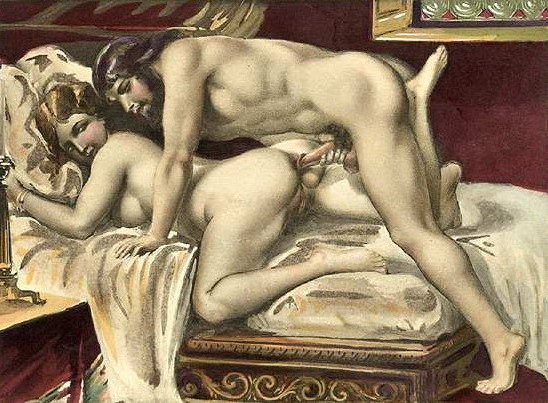
폴 아브릴이 1892년에 그린 석판화로 남성과 여성의 항문 성교를 묘사한 작품이다.

항문 괄약근은 보통 질 골반 근육보다 더욱 꽉 조인다. 물론 괄약근이 이중으로 있는 입구만 그럴 뿐, 직장 내부는 개인차가 있으며, 생각보다 헐렁하다는 의견도 있다. 또 여성의 질은 윤활액이 나와 미끌미끌하고 따뜻하면서 전체적으로 근육이 감싸주어 포근한 느낌이 드는데 비해 항문은 입구만 조이고 안은 비어있다는 느낌이 강하여 질이 더 좋다는 경우도 무수히 많다. 무엇보다 질은 pc근육이기 때문에 단련도 잘 되고, 항문보다 훨씬 내구성면에서도 튼튼하여 할수록 조임이 좋아지지만 항문은 전혀 그렇지 않아 질이 좋다는 의견도 많다. 윤활액이 알아서 나오고, 내부가 미끌하고 품어주면서 항문과는 달리 흥분에 따라 깊어지고 조이는 느낌은 단순 조임력이 강한 항문에 비해 과학적으로 메리트가 많다. 실제로 경험자들의 말을 들어봐도 항문은 하기 힘들고 아프기만 하고 속은 빈 느낌이라 질이 더 좋다는 케이스가 많다. 손으로 꽉 쥐면 아프고 좋진 않듯이 마찬가지이다. 괜히 가장 선호도가 높은 성관계의 삽입부위인 것이 아니다. 실제로 이성애자 남성의 성관계가 가장 만족도가 높다고 한다. (삽입자) 또, 압력이 너무 강해도 만족감이 낮았다고 한다. 여성의 입장에서는 g스팟이 질벽을 타고 항문 인근까지 내려오는데다 여성에게 존재하는 음부신경이 항문 내 점막까지 존재하기에 쾌감을 줄 수 있다. 여성들이 쾌감을 느끼지 못한다는 경험담도 있으나 대부분 전희의 소홀과 심리적인 문제.
이와는 달리, 남성은 성 기구(sex toy)의 도움을 받아 동성애의 항문 성교의 느낌을 더욱 살리기도 한다. 페깅은 스트랩온 딜도를 찬 여성이 남성 파트너의 항문에 삽입하는 행위이다. 게다가 직장과 전립선이 가깝기 때문에 이 방식의 경우 여성보다 남성에게 더 큰 만족을 줄 수 있다고 보고되었다. 그러나 대부분의 남성들이 전립선으로 쾌감을 느낀다는 편견이 있고, 그 쾌감이 과장된 경우가 상당하다. 무엇보다 인위적인 전립선 마사지는 자극은 의학적 효과가 전혀 검증되지 않았고 오히려 전립선 감염을 일으킨다.
항문 성교는 월경으로 인해 질 성교를 하지 못할 때 이용되기도 한다. 또한 정자가 질구로 이동하지 않는 이상 항문 성교 중에는 임신할 가능성이 대단히 적다. 이러한 이유로 일부 커플은 콘돔이나 다른 피임 도구가 없을시 항문 성교를 피임의 한 방법으로 자주 이용한다.
몇몇 문화에서 이성 파트너들 사이의 예민한 항문 성교가 널리 받아들여지고 있다. 그 이유는 "보호되지 않는 항문 성교"를 통해 원치 않는 임신의 위험을 매우 낮출 수 있고, 또한 강한 조임을 느낄 수 있기 때문이다.

### 시행률
The Social Organization of Sexuality: Sexual Practices in the United States’라는 이름으로 보고된 에드워드 로멘의 1992년 연구는 20%의 이성애자들이 항문 성교를 해왔다고 밝혔다. 1940년대까지 일한 성 연구학자 알프레드 킨지는 당시 그 20%의 수치가 40%에 더 가깝다는 것을 알아냈다. 더 최근에, 영국 콜럼비아 대학교의 한 연구학자는 2005년에 30%에서 50% 사이의 항문 성교를 해 온 이성애자들의 수를 배치하였다.
프랑스의 한 연구에서 500명의 여성들이 응답했는데, 이 연구는 29%가 항문 성교를 하였으나 이들 가운데 3분의 1만이 이러한 체험을 즐긴다고 하였다.
2005년, 질병 통제 센터에서 수행한 연구는 이성애자 인구의 항문 교제의 발생률이 증가세에 있다고 결정지었다. 이 연구는 20세와 39세 사이의 38.2%의 남성과 18세에서 44세의 32.6%의 여성이 이성 항문 성교를 했다고 밝혔다. 1992년에 이와 비슷한 조사는 18세에서 59세 사이의 25.6%의 남성과 18세에서 59세 사이의 20.4%의 여성이 이러한 교제를 했다고 밝혔다.

## 남성에서 남성으로

### 행동 및 견해

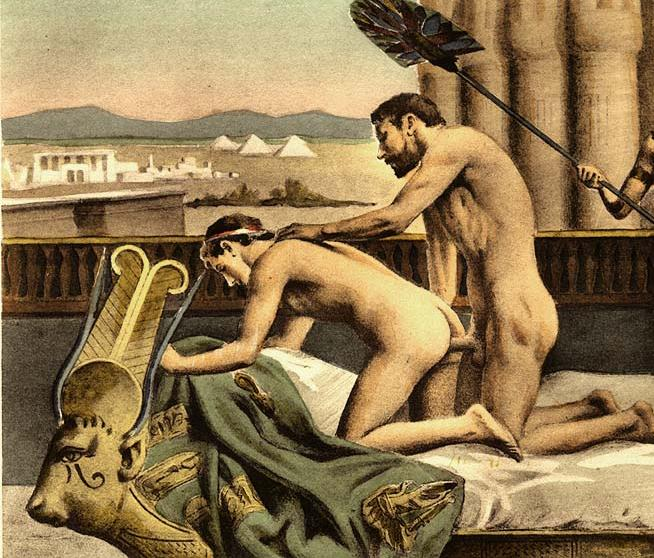
폴 아브릴이 그린 하드리아누스와 안티누스의 19세기 에로틱한 해석(세부 묘사).

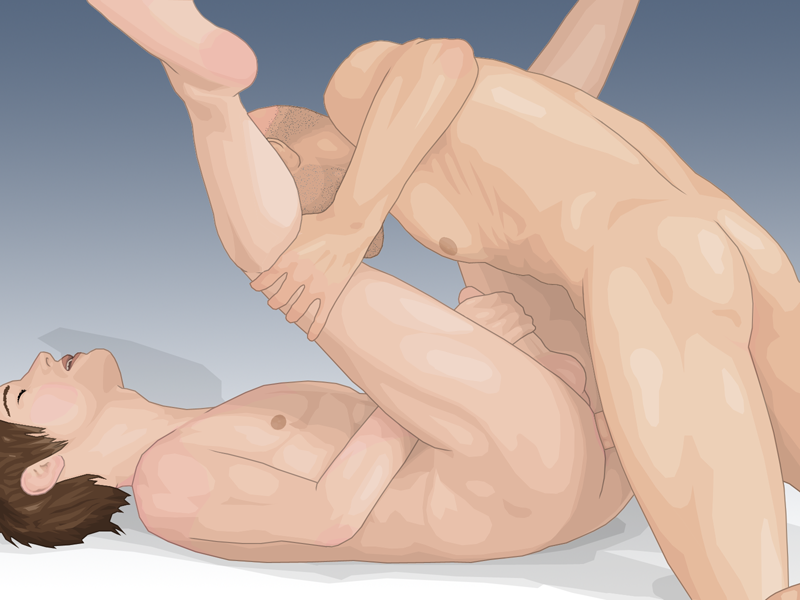
남성과 남성이 정상위로 항문 성교를 하고 있다.

역사적으로 항문 성교는 남성 동성애와 흔히 연관되어 왔다. 하지만 모든 남성 동성애자와 항문 성교 관계를 가는 것은 아니다. 남성 동성애자가 항문 성교를 즐기는 것은 큰 즐거움을 제공하는 친밀감을 나타낼 수 있는 자연스런 표현인 '그들의 성 행위'로 볼 수 있다. 항문 성교는 동성 뿐만 아니라 쾌락을 위한 이성애자 또는 양성애자도 동성과 성교를 가진다.
또한 동성과 성교를 가지는 남성은 프로트 관계 또는 비삽입 상호 성교 형태를 선호하는데, 순결함을 유지하면서 큰 쾌락을 얻을 수 있고 항문 성교보다는 안전한 관계이기 때문이다. 이 외에 비삽입 성교 지지자들은 삽입되는 남성을 비하하고 불필요한 위험성이라는 점을 들어 항문 성교를 비판한다.

### 시행률
2004년 보고에 따르면, 몇몇 연구는 "미국의 4명의 동성애자들이 항문 성교를 가졌는데 한 명은 12번을 하였고 이는 간헐적이거나 우발적인 것이다.”라고 넌지시 알려준다. 또 다른 연구는 “남성 동성애자들이 항문 성교를 가지는 만큼 많은 여성들도 7번이나 가져 그 수치는 더 많은 전반적인 동성애자의 인구를 반영한다.”고 밝힌다.
1950년대 영국에서, 남성 동성애자들 가운데 약 15%가 항문 성교를 취한 것으로 여겨졌었다. 도시 남성 동성애자 연구 (P. I. Stall, UCSF)와 젊은 남성 연구 (YMS, PI Osmond/Catania, UCSF)는 50%의 남성들이 항문 성교를 한다고 지시한다. 러우먼 연구(Laumann study)는 80%의 남성 동성애자들이 항문 성교를 하는 반면 나머지 20%는 전혀 하지 않는다고 주장한다.
Stop AIDS 프로젝트에 의해, 샌프란시스코에서 1994년에서 1997년까지 수행된 연구는 이 연구를 통해 남성과 성교를 가지는 남성 사이에서 항문 성교를 가지는 비율이 57.6%에서 61.2%로 상승했다고 지시했다.

## 여성에서 남성으로

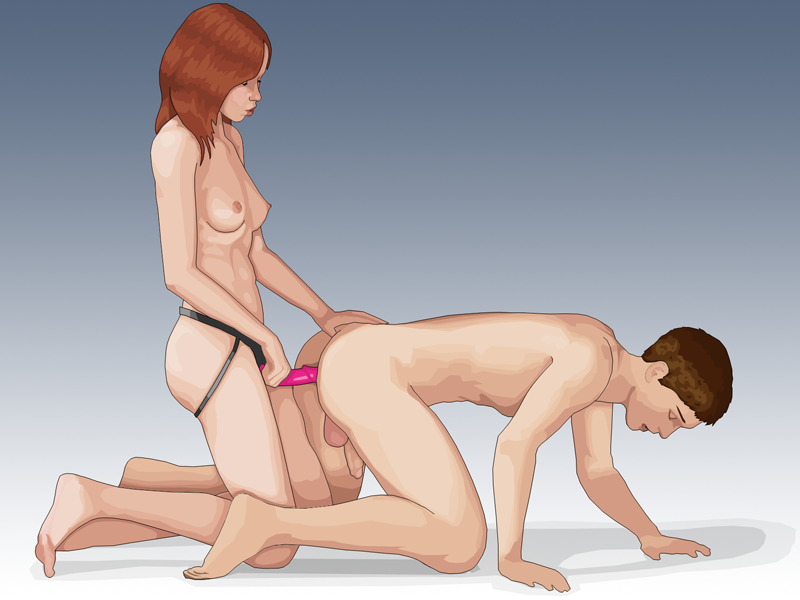
스트랩온 딜도를 착용하고 남자와 항문 섹스를 하려는 여자(페깅).

## 여성에서 여성으로

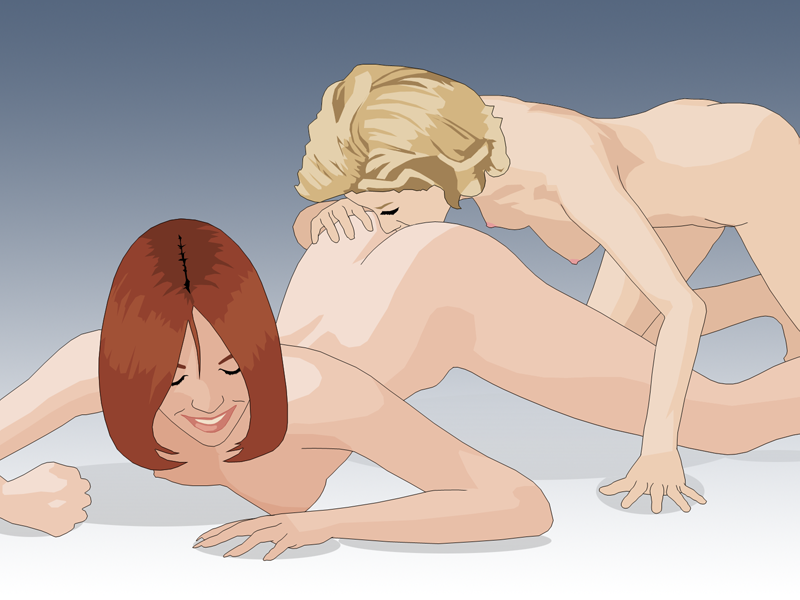
다른 여성에게 애닐링거스를 하는 여성

레즈비언 성 행위의 항문 성교로는 핑거링, 성 도구 또는 딜도의 사용, 애닐링구스를 포함한다. 레즈비언은 항문 성교를 시행하는 비율이 매우 높지는 않다, 애닐링구스는 여성 동성 섹스 커플 사이에서 별로 행해지지 않는 행위이다.
여성 사이에서 항문 성 행위는 다른 성적 성향 커플에 비교하면 적다는 연구가 있다. 1987년 먼슨 비과학적인 연구가 100명 이상의 회원을 보유한 콜로라도 레즈비언 사회 조직을 대상으로 실시되었다. 지난 10일 동안 어떤 성적 경험을 했냐는 질문에 30대 레즈비언은 다른 연령대에 비해 항문 자극이 2배나 많은 것으로 나타났다. 저자 톰 벨스토르프는 인도네시아 사람을 모아 게이와 레즈비언의 특히 항문 성교에 대한 연구에서 레즈비언의 구강-항문 접촉이나 항문 삽입의 알려진 행위는 들을 수 없었다고 주장했지만, 저자 펠리스 뉴만은 《The Whole Lesbian Sex Book》에서 이루어지고 있는 것만큼은 확실하다고 추정했다. 항문 성교는 레즈비언 성 행위 중 일부분이라고 인용했다.

## 항문 사정
항문 사정은 질외 사정의 일종으로, 오르가즘시 정액을 주입하는 것을 말한다.
남성간의 성 행위로의 항문 성교는 피스톤 성기 마찰의 쾌감을 얻고 상대 파트너는 자위행위로서 서로 교감을 얻는다. 이성간에는 일반적으로 임신을 바라지 않는 성교에서 콘돔 등의 피임 도구를 이용하는 등의 과정을 통해 정자와 난자의 수정을 막는다. 콘돔은 극히 얇으면서 약간의 위화감이 있다고 여기거나, 피임약 등의 사용이 번거롭다고 여기기 때문에, 아니면 직접 파트너의 체내에 사정하는 만족감을 얻기 위해 이 행위를 선택하기도 한다. 또, 취향에 따라 이 행위를 좋아하는 사람도 있다.

## 건강상의 위험
항문은 점액이 거의 분비되지 않아 질보다 마찰에 약하기에 상처가 나기 쉽다. 그런 이유 때문에 윤활제를 이용하기도 한다. 이런 상처를 통해 인간 유두종바이러스와 같은 병균에 감염될 경우 암으로 악화될 수도 있다. 또한 콘돔 등을 사용하지 않은 안전하지 못한 성교의 경우 성병이 전염될 수 있다.
지속적으로 항문 성교를 할 경우 괄약근이 느슨해져 변실금의 원인이 될 수 있다는 연구가 1993년에 있었으나, 1997년 연구에 따르면 정기적으로 항문 성교를 하는 커플과 그렇지 않은 커플 사이에 변실금 발생율의 차이는 없는 것으로 밝혀졌으며, 1993년의 결론을 비판하였다. 그러나 2016년 연구에서는 항문성교를 하는 커플이 변실금 발생률이 높은 것으로 드러났다.

### 일반 위험

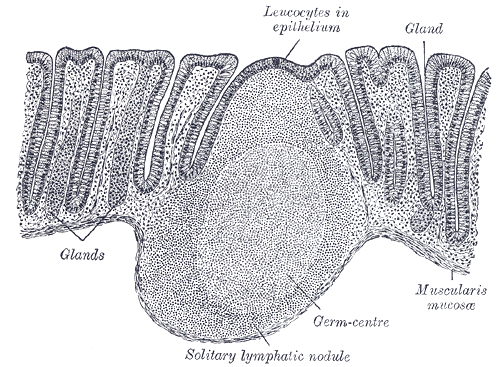
곧창자의 점막

### 일반

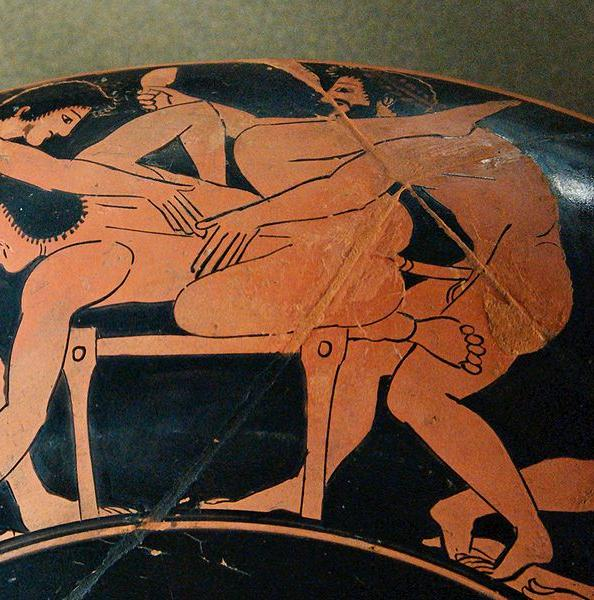
공통 기원전 510년 아티카의 붉은색 인물 킬릭스(kylix)에 묘사된 항문 성교

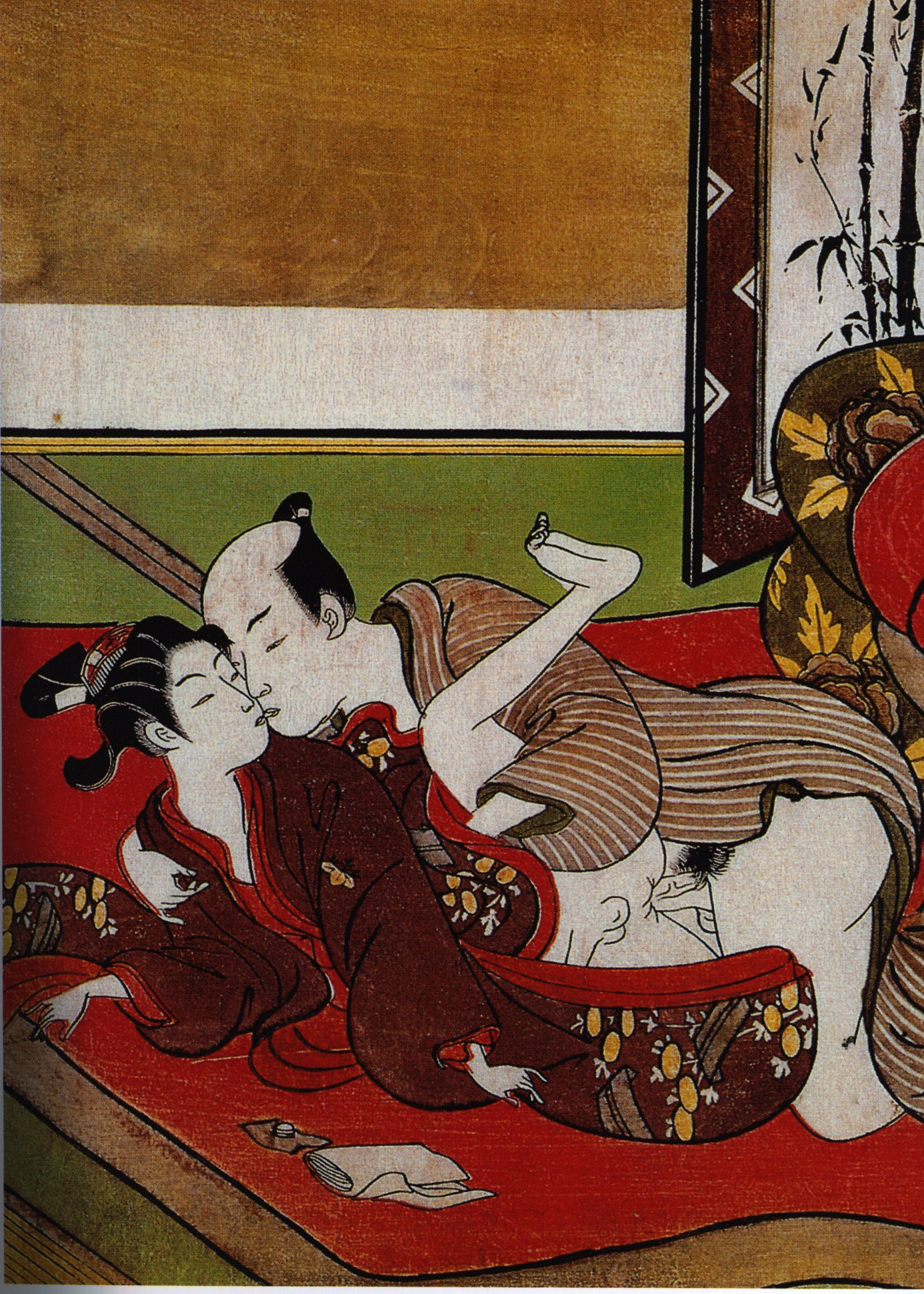
스즈키 하루노부, 노인과 청년을 그린 춘화(shunga) 판화

### 고대 및 비서양 문화

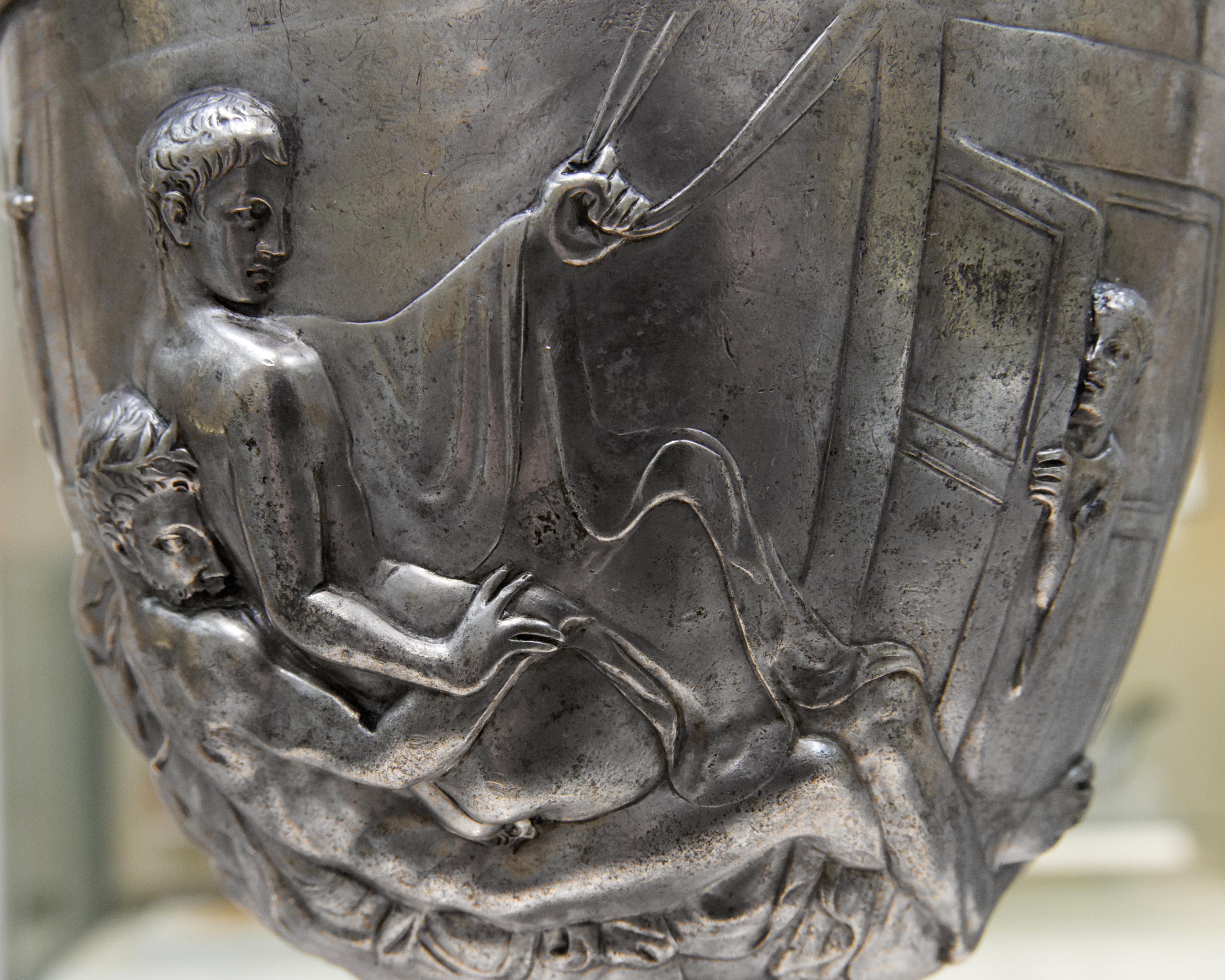
워렌 컵(Warren Cup)에 있는 두 명의 로마 남성, 대영 박물관

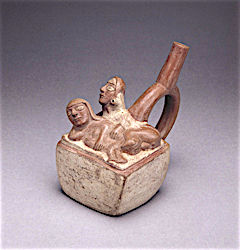
항문 섹스를 하는 남자와 여자. 도자기, 모체 문화. 공통 기원 300년. 라르코 박물관(Larco Museum) 컬렉션.

### 종교

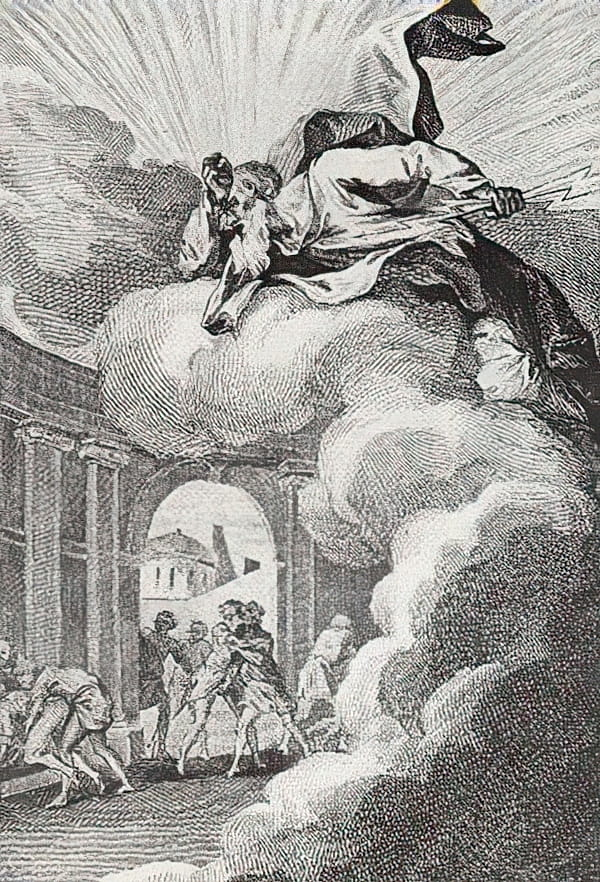
프랑수아-롤랑 엘뤼앙(François-Rolland Elluin), 신의 분노를 불러일으키는 소돔 사람들(Sodomites provoking divine wrath), 향료 단지(Le pot-pourri)로부터(1781)

#### 이슬람

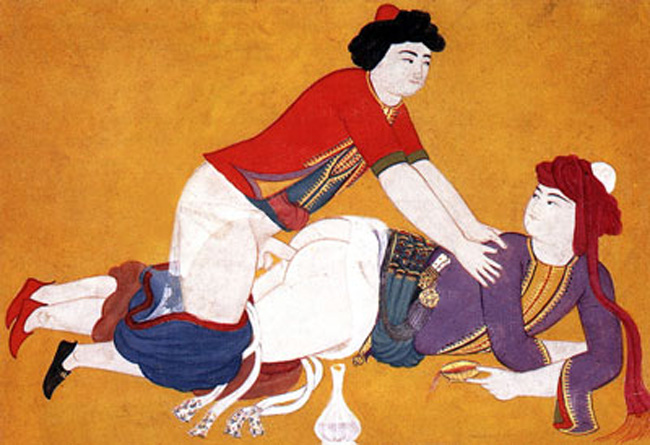
두 젊은이가 성관계를 갖는 모습을 묘사한 오스만 그림(사와쿠브 알 마나퀴브(Sawaqub al-Manaquib)에서 발췌)

## 같이 보기
- 항문
- 성교
- 인간의 성행위
- 피스팅
- 오르가즘
- 성교 체위
- 애널 비즈
- 게이 섹스